# 상트페테르부르크현

상트페테르부르크현의 문장

러시아 제국의 지도

상트페테르부르크현(러시아어: Санкт-Петербургская губерния 상트페테르부르그스카야 구베르니야[*])은 1721년부터 1927년까지 존재했던 러시아 제국의 현으로 현도는 상트페테르부르크이며 면적은 156,120km2, 인구는 2,763,478명(1897년 당시 기준)이다. 1914년에는 페트로그라드현, 1924년에는 레닌그라드현으로 이름을 바꿨다.